# Зарево (Адыгея)
За́рево — посёлок в Шовгеновском муниципальном районе Республики Адыгея России.
Административный центр Заревского сельского поселения.

## Население
| 2002 | 2010  | 2013  | 2014  | 2015 | 2016 | 2017 |
| ---- | ----- | ----- | ----- | ---- | ---- | ---- |
| 1019 | ↗1027 | ↘1023 | ↘1007 | ↘998 | ↘992 | ↘982 |
| 2018 | 2019  | 2020  | 2021  | 2023 | 2024 |      |
| ↘979 | ↘964  | ↗966  | ↘960  | ↗965 | ↘937 |      |

### Национальный состав
По данным Всероссийской переписи населения 2021 года:
| Народ               | Численность, чел. | Доля от всего населения, % |
| ------------------- | ----------------- | -------------------------- |
| русские             | 896               | 93,33 %                    |
| адыги (черкесы)     | 45                | 4,69 %                     |
| другие / не указано | 19                | 1,98 %                     |
| всего               | 960               | 100,0 %                    |

## История
В середине XIX века на месте посёлка был Джегутинский пост (от слова Джегу — адыгейское название реки Грязнуха). Основан посёлок был в 1920 году как совхоз «Заря» преимущественно иногородним населением (среди молодого населения было много сирот) со значительной примесью потомков казаков расказаченных в процессе гражданской войны. В 1962 году к посёлку присоединились остатки хуторов Серёгин и Болгарский. В Зарево в советский период был развит аграрный сектор: 3 тракторные бригады, сады, 2 рыбоводческих хозяйства, консервный мини-завод. Функционировали 2 клуба, детский садик, баня, хлебопекарня, 2 магазина.

## Улицы
- 8 Марта,
- Больничная,
- Гагарина,
- Молодёжная,
- Набережная,
- Новая,
- Новый переулок,
- Полевая,
- Пролетарская,
- Шоссейная.